# Barcelona Sporting Club 1998
Questa voce raccoglie le informazioni riguardanti il Barcelona Sporting Club nelle competizioni ufficiali della stagione 1998.

## Stagione
La campagna acquisti operata dal presidente Paulson porta a Guayaquil Hólger Quiñónez e Washington Ayrez dal Deportivo Quito, e riporta Jimmy Blandón in Ecuador dopo l'esperienza al Millonarios di Bogotà; inoltre, cinque giocatori del settore giovanile vengono promossi in prima squadra. Tra le partenze rilevanti vi sono quelle di José Gavica, Máximo Tenorio, Manuel Uquillas, Alberto Montaño, Agustín Delgado e Gilson Simões. Il nuovo allenatore è Habegger, che era alla guida tecnica del Bolívar di La Paz. Il campionato inizia con la prima fase dell'Apertura: il club ottiene il posto nel girone di qualificazione per la Coppa CONMEBOL, mancandola per due punti. Nel Clausura riesce a entrare nel gruppo per il titolo grazie al secondo posto nella prima fase, ma termina in seconda posizione dietro alla LDU Quito. In Coppa Libertadores, invece, il Barcelona riesce ad avanzare fino alla finale; lì, però, viene sconfitto dal Vasco da Gama.

## Maglie e sponsor
Lo sponsor ufficiale è Pilsener, mentre lo sponsor tecnico è Marathon.
| Casa | Trasferta |

## Organigramma societario
Area direttiva
- Presidente: Xavier Paulson

Area tecnica
- Allenatore: Jorge Habegger
- Allenatore in seconda: Rubén Peracca
- Preparatore atletico: César Benalcázar
- Preparatore dei portieri: Moacyr Pinto

Area sanitaria
- Medici sociali: Bosco Mendoza, Julio Ricaurte
- Massaggiatori: Carlos Domínguez, Robert Mora

## Rosa
| N. |                      | Ruolo | Calciatore           |
| -- | -------------------- | ----- | -------------------- |
| 1  | Ecuador (bandiera)   | P     | José Cevallos        |
| 2  | Ecuador (bandiera)   | D     | Wilson George        |
| 3  | Ecuador (bandiera)   | D     | Jimmy Montanero      |
| 4  | Ecuador (bandiera)   | D     | Hólger Quiñónez      |
| 5  | Ecuador (bandiera)   | C     | Héctor Carabalí      |
| 6  | Ecuador (bandiera)   | D     | Luis Capurro         |
| 7  | Colombia (bandiera)  | A     | Antony de Ávila      |
| 8  | Argentina (bandiera) | C     | Marcelo Morales      |
| 9  | Argentina (bandiera) | A     | Carlos Alfaro Moreno |
| 10 | Ecuador (bandiera)   | C     | Luis Gómez           |
| 11 | Ecuador (bandiera)   | A     | Nicolás Asencio      |
| 12 | Ecuador (bandiera)   | P     | Emilio Valencia      |
| 13 | Ecuador (bandiera)   | P     | Edwin Villafuerte    |
| 14 | Ecuador (bandiera)   | A     | Raúl Avilés          |
| 15 | Uruguay (bandiera)   | C     | Washington Ayrez     |
| 16 | Ecuador (bandiera)   | A     | Javier Angulo        |
| 17 | Ecuador (bandiera)   | D     | Fricson George       |

| N. |                    | Ruolo | Calciatore              |
| -- | ------------------ | ----- | ----------------------- |
| 18 | Ecuador (bandiera) | D     | Raúl Noriega            |
| 19 | Ecuador (bandiera) | C     | Carlos Yánez            |
| 20 | Ecuador (bandiera) | C     | Jimmy Blandón           |
| 21 | Ecuador (bandiera) | D     | Víctor Mina             |
| 22 | Ecuador (bandiera) | C     | Julio Rosero            |
| 23 | Ecuador (bandiera) | C     | Christian Mina          |
| 24 | Ecuador (bandiera) | C     | Robert Macías           |
| 25 | Ecuador (bandiera) | C     | Carlos Alvarado         |
| 26 | Ecuador (bandiera) | D     | Marlon Moreno           |
| 27 | Ecuador (bandiera) | D     | Wagner Rivera           |
| 28 | Ecuador (bandiera) | D     | Javier Zavala           |
| -  | Ecuador (bandiera) | P     | Víctor Mendoza Cevallos |
| -  | Ecuador (bandiera) | C     | Roddy Merizalde         |
| -  | Ecuador (bandiera) | C     | José Mora               |
| -  | Ecuador (bandiera) | C     | Wilmer Moreira          |
| -  | Ecuador (bandiera) | A     | Daniel Chedraui         |

## Statistiche

### Statistiche di squadra
| Competizione       | Punti | Totale | Totale | Totale | Totale | Totale | Totale |
| Competizione       | Punti | G      | V      | N      | P      | Gf     | Gs     |
| ------------------ | ----- | ------ | ------ | ------ | ------ | ------ | ------ |
| Serie A            | 76    | 44     | 29     | 6/7    | 12     | 74     | 48     |
| Coppa Libertadores | 20    | 14     | 6      | 5      | 3      | 17     | 13     |
| Totale             | 96    | 58     | 35     | 6/7+5  | 15     | 91     | 61     |